# Centre Catalanista de Santiago de Cuba
El Centre Català de Santiago de Cuba fou una entitat social i cultural sense ànim de lucre per a aplegar els catalans de Cuba. Està documentada la seva existència des del 1899, poc després de la fi de la presència colonial espanyola a Cuba arran de la seva derrota a la guerra hispano-estatunidenca. Una de les seves primeres activitats fou la creació d'un cor que interpretava peces dels compositors Josep Anselm Clavé i Enric Morera alhora que enviaren un missatge d'adhesió a Sitges on es propugnava que el Centre seria el punt de reunió de tots els catalans de Santiago per tal de propagar el programa del catalanisme. Aquest missatge també fou enviat a la Unió Catalanista de Barcelona, entitat a la qual va donar suport fins i tot econòmic.
El 1900 s'inaugurà la seu social del centre gràcies a la iniciativa de Frederic Boix i el 1903 es va crear una casa de salut en una propietat rural de la rodalia, anomenada La Veguita. El 1905 el cap del centre era Salvador Carbonell i Puig, que des del 1907 en farà centre d'activitats del Grop Nacionalista Radical, alhora que adoptaran l'estelada com a senyera i editaven la revista Fora Grillons!. Tanmateix, el 1908 el president Joaquim Casamitjana reorganitzà el Centre i passà a anomenar-se Nuevo Centro Catalán.
El Centre fou dissolt amb l'arribada al poder a Cuba del règim de Fidel Castro el 1959. Molts dels seus membres marxaren a Miami (Florida), on alguns continuaren les activitats culturals.